# 阿基姆·布卢姆菲尔德
阿基姆·布卢姆菲尔德（英語：Akeem Bloomfield，1997年10月11日—）是一名专长于短跑项目的牙买加田径运动员。他代表奥本大学在2018年NCAA锦标赛400米赛跑项目上以第二名完赛，落后于第一名的南加州大学特洛伊人队选手迈克尔·诺曼。